# Курчи, Джанлука
Джанлука Курчи (итал. Gianluca Curci; 12 июля 1985, Рим, Италия) — итальянский футболист, вратарь клуба АФК Эскильстуна.

## Карьера
Курчи — воспитанник футбольной академии «Ромы». В 19 лет он стал основным вратарём на вторую половину сезона 2004/05, после того как травмы получили вратари Иван Пелиццоли и Карло Дзотти. В следующем сезоне место в воротах занял бразилец Дони, и Курчи вновь потерял место в составе. В июне 2008 года Джанлука перешёл в «Сиену», которая выкупила половину его контракта. 2 июля 2010 года перешёл в «Сампдорию», которая выкупила половину его контракта у «Сиены». В период летнего трансферного окна был полностью выкуплен «Ромой» на позицию основного голкипера. 16 июля 2012 года перешёл в «Болонью» на правах годичной аренды с возможным правом выкупа. В 2014 году вернулся в «Рому».

## Достижения
Рома
- Обладатель Кубка Италии (2): 2006/07, 2007/08
- Обладатель Суперкубка Италии (1): 2007